# Ever Anderson
Ever Gabo Anderson Jovovich (Los Ángeles, California, 3 de noviembre de 2007) es una actriz y modelo estadounidense. Conocida principalmente por interpretar a una joven Natasha Romanoff en la película Black Widow de 2021 y el personaje de Wendy Darling en la película Peter Pan & Wendy que se estrenó en 2023.

## Biografía
Ever Anderson nació el 3 de noviembre de 2007 en Los Ángeles (California). Su madre es la actriz Milla Jovovich y su padre el director Paul W. S. Anderson. Tiene dos hermanas menores, Dashiel y Osian. Es de ascendencia rusa y serbia por parte de su madre e inglesa por parte de su padre.
Durante su infancia sus padres intentaron disuadirla de que se dedicara a la actuación, pero ella inistió. A los nueve años, apareció en la portada de Vogue Bambini, fotografiada por Ellen von Unwerth. También ha posado para un gran número de fotógrafos como Karl Lagerfeld, Mikael Jansson y Peter Lindbergh.
Su primera aparición en un largometraje fue en Resident Evil: The Final Chapter en 2016, dirigida por su padre. En él, interpretó a una Alicia Marcus más joven, interpretada por su propia madre en la vida real cuando era adulta. En marzo de 2020, se reveló que interpretaría una versión más joven de Natasha Romanoff (interpretada por Scarlett Johansson) en la película Black Widow del Universo cinematográfico de Marvel de 2021, así como a Wendy Darling en la película de aventuras y fantasía Peter Pan & Wendy producida por Walt Disney Pictures que se estrenó el 28 de abril de 2023 en Disney+.

## Vida personal
Además de su faceta como actriz y modelo practica el taekwondo. Vive en el barrio de Hollywood Hills en Los Ángeles, California.
Aparte de sus idiomas nativos, inglés y ruso, también puede hablar francés y japonés.

## Filmografía
| Año  | Título                           | Papel                      | Notas               | Ref.   |
| ---- | -------------------------------- | -------------------------- | ------------------- | ------ |
| 2016 | Resident Evil: The Final Chapter | Alicia Marcus / Reina Roja | Debut en el cine    | [ 8 ]  |
| 2021 | Black Widow                      | Natasha Romanoff de joven  |                     | [ 10 ] |
| 2023 | Peter Pan & Wendy                | Wendy Darling              |                     | [ 10 ] |
| TBA  | The Artist                       | Evelyn Nesbit              | Serie de televisión | [ 14 ] |